# Xã Plattin, Quận Jefferson, Missouri
Xã Plattin (tiếng Anh: Plattin Township) là một xã thuộc quận Jefferson, tiểu bang Missouri, Hoa Kỳ. Năm 2010, dân số của xã này là 11.576 người.